# Amsberg

Wappen derer von Amsberg

Amsberg ist der Name eines deutschen Adelsgeschlechts aus Mecklenburg. Claus von Amsberg war der Prinzgemahl von Beatrix, Königin der Niederlande.

## Geschichte

### Herkunft und Geschichte
Die urkundliche Stammreihe des Geschlechts beginnt mit Jürgen Amtsberg († 1686), Schmiedemeister in Schwichtenberg. Sein Urenkel Johann David Theodor August (1747–1820), evangelischer Pfarrer in Kavelstorf bei Rostock, erscheint seit 1795 regelmäßig als „von Amsberg“ und stieg somit ohne nachweisliche Adelserhebung vom Bürgertum in den niederen Adel auf. Die Namensführung Augusts und seiner Nachkommen wurde zumindest nicht beanstandet. Am 22. Oktober 1891 erging dann die Mecklenburg-Schwerin’sche Berechtigung zur Fortführung des Adelsprädikats. Die Familie erlangte Bekanntheit durch Philipp-August von Amsberg (* 1788; † 1871), den Begründer der ersten deutschen Staatsbahn, der Herzoglich Braunschweigischen Staatseisenbahn.

### Einheirat von Klaus von Amsberg ins niederländische Königshaus

Persönliches Wappen von Prinz Claus der Niederlande, Jonkheer van Amsberg

Klaus Felix von Amsberg (1890–1953) und Freiin Gosta von dem Bussche-Haddenhausen (1902–1996) heirateten am 4. September 1924 auf dem Bussche’schen Gut in Hitzacker. Das Paar hatte 6 Kinder, darunter als einzigen Sohn den Diplomaten Klaus-Georg Wilhelm Otto Friedrich Gerd (1926–2002), später Claus geschrieben. Der speziell niederländische Titel Jonkheer van Amsberg wurde Claus von Amsberg, zusammen mit dem Titel Prinz der Niederlande und der Anrede Königliche Hoheit, bereits am 16. Februar 1966 von Königin Juliana, erblich für die zu erwartende Nachkommenschaft mit seiner damals noch Verlobten Prinzessin Beatrix, verliehen. Kurz darauf heiratete er, am 10. März 1966, in Amsterdam die niederländische Kronprinzessin und spätere Königin Beatrix (* 1938). Von 1980 bis zu seinem Tod war er Prinzgemahl der niederländischen Königin. Durch diese Ehe stiegen Claus’ Nachkommen in den Hochadel auf und wurden Angehörige und Namensträger des Hauses Oranien.

### Das Haus Oranje-Nassau van Amsberg

Wappen van Oranje-Nassau van Amsberg

Der älteste Sohn Willem-Alexander Claus George Ferdinand (* 1967) war seit 1980 niederländischer Thronfolger und trug die Titel Prinz von Oranien (Titel des jeweiligen Thronfolgers), Prinz von Oranien-Nassau, Prinz der Niederlande und Jonkheer van Amsberg; seit 2013 ist er König der Niederlande (Anrede: Majestät). Seine drei Töchter tragen den Titel Prinzessinnen van Oranje-Nassau, die älteste Tochter und Thronfolgerin Amalia van Oranje zusätzlich den Titel Prinzessin von Oranien.
Die jüngeren Söhne von Claus und Beatrix führen die Titel Prins van Oranje-Nassau sowie Jonkheer van Amsberg (Anrede: Königliche Hoheit)
Der zweite Sohn, Johan Friso Bernhard Christiaan David von Amsberg (1968–2013), war seit seiner Eheschließung im Jahr 2004 mit Martine Mabel Los offiziell kein Mitglied des niederländischen Königshauses mehr; er verlor seinen Titel Prinz der Niederlande, behielt jedoch den Titel Prinz von Oranien-Nassau als einen persönlichen, nicht erblichen Titel und erhielt den erblichen Grafentitel Graaf van Oranje-Nassau. Der Grund hierfür war, dass seine Frau Beziehungen zu niederländischen Unterweltgrößen gepflegt hatte und daher die Eheschließung vom niederländischen Parlament nicht akzeptiert wurde. Seine Töchter tragen den Titel Gräfin von Oranien-Nassau und werden mit Ihre Hochwohlgeboren angesprochen.
Der dritte Sohn, Constantijn von Oranien-Nassau (* 1969), ist seit 2001 mit Laurentien Brinkhorst verheiratet und hat als einziger der insgesamt drei Brüder einen Sohn, Claus-Casimir (* 2004), der den erblichen Titel Graaf van Oranje-Nassau, Jonkheer van Amsberg führt. Dieser ist – mit Ausnahme seines Vaters und seines Onkels – der einzige männliche Nachkomme der niederländischen Amsberg-Linie.

### Angehörige der Familie von Amsberg in Deutschland
Die Familie von Amsberg ist in Deutschland noch weit verzweigt (siehe unten: Stammliste). Die Angehörigen der Familie leben überwiegend in Norddeutschland und führen das Adelsprädikat „von“ ohne Adelstitel.
Es gab eine weitere Linie, die von Karl von Amsberg (1793–1847), Forstinspektor (1830–1836) im Klosteramt Dobbertin, und dessen Frau Agnes, geb. Stocks (1803–1870) zu Oersdorf in Holstein, abstammte. Darunter war deren gemeinsamer Sohn Julius von Amsberg (1830–1910), der Großherzoglich Mecklenburgischer Staatsrat und wirklicher Geheimrat war. Mit ihm starb diese Linie aus.

## Wappen
Das Wappen zeigt in Grün auf goldenem Berge eine silberne Burg mit offenem Tor, rot bedachtem Mittelturm und zwei gezinnten Seitentürmen. Auf dem Helm mit grün-silbernen Decken ein wachsender goldener Löwe. Die Söhne von Prinz Claus tragen das Schildbild und das Oberwappen derer von Amsberg in ihren persönlichen Wappen.

## Personen

### Bekannte Mitglieder der Familie
- Philipp-August von Amsberg (* 1788; † 1871), Gründer der ersten deutschen Staatseisenbahn
- Gabriel von Amsberg (* 1822; † 1895), Großherzoglich Mecklenburg-Schwerinscher Generalmajor
- Julius von Amsberg (* 1830; † 1910), Großherzoglich Mecklenburgischer Staatsrat und wirklicher Geheimrat
- Joachim von Amsberg (* 1869; † 1945), General der Infanterie
- Felix von Amsberg (1875–1945), deutscher Verwaltungs- und Hofbeamter
- Claus von Amsberg (* 1926; † 2002), Diplomat und Ehemann der niederländischen Königin Beatrix
- Joachim von Amsberg (* 1964), deutscher Bankmanager

### Stammliste des Hauses von Amsberg
- 1. Jürgen Amtsberg (um 1630–1685/1686), Schmiedemeister in Schwichtenberg (der erste greifbare Ahnherr) ⚭ um 1677 Marie Bärgmann (um 1645-um 1700)
  - 1. Jürgen Amtsberg (1679–1756), Bäckermeister ⚭ 1705 Elisabeth Gertrud Burmeister (um 1685–1759)
    - 1. Georg Amtsberg (1716/17-1772) ⚭ I. 1740 Margaretha Ilsabe Schröder (1723/24-1744) ⚭ II. 1745 Auguste Sophie Berner (1729/30-1804)
      - 1. (II.) Johann David Theodor August von Amsberg, evangelischer Pfarrer (1747–1820) ⚭ I. um 1771 Sophie Friederike Luise Fritze (1747–1802) ⚭ II. 1808 Karolina Hagemeister (? - ?)
        - 1. Joachim Karl Theodor von Amsberg (1777–1842) ⚭ Anna Ilsabe Sabine Anna Bernitt (1790–1846)
          - 1. Luise von Amsberg (1815–1900) ⚭ 1850 Wilhelm Graf von Oeynhausen (1804–1871)
          - 2. Emma von Amsberg (1817–1890)
          - 3. Augusta von Amsberg (1819–1882) ⚭ 1844 Emil von Buch (1817–1891)
          - 4. Gabriel Ludwig Johann von Amsberg (1822–1895/1899) ⚭ 1855 Marie Friederike von Passow (1831–1904)
            - 1. Wilhelm Karl Friedrich August Louis von Amsberg (1856–1929) ⚭ 1889 Elise Hedwig Alexandrine von Vieregge (1866–1951)
              - 1. Klaus Felix Friedrich Leopold Gabriel Archim Julius August von Amsberg (1890–1953) ⚭ 1924 Gösta Julie Adelheid Marie Marion  Freiin von dem Bussche-Haddenhausen (1902–1996)
                - 1. Sigrid von Amsberg (1925–2018) ⚭ 1952 Bernd Jencquel (1913–2003)
                - 2. Klaus-Georg Wilhelm Otto Friedrich Gerd von Amsberg (1926–2002), Prinzgemahl der Niederlande (1980–2002), Prinz der Niederlande ⚭ 1966 Beatrix Wilhelmina Armgard zur Lippe(-Biesterfeld), Kronprinzessin und Königin der Niederlande (1938)
                  - 1. Willem-Alexander Claus George Ferdinand von Amsberg (1967), Prinz von Oranien, Prinz von Oranien-Nassau, Herr von Amsberg, ab 2013 König der Niederlande ⚭ Máxima Zorreguieta (1971), Königin der Niederlande, Prinzessin von Oranien-Nassau, Frau von Amsberg
                    - 1. Amalia van Oranje (2003), Prinzessin von Oranien, Prinzessin der Niederlande, Prinzessin von Oranien-Nassau
                    - 2. Alexia Juliana Marcela Laurentin (2005), Prinzessin der Niederlande, Prinzessin von Oranien-Nassau
                    - 3. Ariane Wilhelmina Máxima Inés (2007), Prinzessin der Niederlande, Prinzessin von Oranien-Nassau

                  - 2. Johan Friso Bernhard Christiaan David von Amsberg (1968–2013), Prinz von Oranien-Nassau, Graf von Oranien-Nassau, Herr von Amsberg ⚭ 2004 Martine Mabel Los (1968), Prinzessin von Oranien-Nassau, Gräfin von Oranien-Nassau, Frau von Amsberg
                    - 1. Emma Luana Ninette Sophie von Amsberg (2005), Gräfin von Oranien-Nassau, Fräulein von Amsberg
                    - 2. Joanna Zaria Nicoline Milou von Amsberg (2006), Gräfin von Oranien-Nassau, Fräulein von Amsberg

                  - 3. Christof Frederik Aschwin Constantijn von Amsberg (1969), Prinz der Niederlande, Prinz von Oranien-Nassau, Jonkheer von Amsberg ⚭ 2001 Laurentien Brinkhorst (1966), Prinzessin der Niederlande, Prinzessin von Oranien-Nassau, Frau von Amsberg
                    - 1. Eloise Sophie Beatrix Laurence von Amsberg (2002), Gräfin von Oranien-Nassau, Junkfrau von Amsberg
                    - 2. Claus-Casimir Bernhard Marius Max von Amsberg (2004), Graf von Oranien-Nassau, Jonkheer von Amsberg
                    - 3. Leonore Marie Irene Enrica von Amsberg (2006), Gräfin von Oranien-Nassau, Junkfrau von Amsberg

                - 3. Rixa von Amsberg (1927–2010)⚭ 1960 Peter Georg Ahrens (1920–2011)
                - 4. Margit von Amsberg (1930–1988) (Zwilling) ⚭ 1964 Eberhardt Grubitz (1931–2009)
                - 5. Barbara von Amsberg (1930) (Zwilling) ⚭ 1963 Günther Haarhaus (1921–2007)
                - 6. Theda von Amsberg (1939) ⚭ 1966 Karl Freiherr von Friesen (1933)
                - 7. Christina von Amsberg (1945) ⚭ 1971 Hans Hubertus Baron von der Recke (1942)

              - 2. Gabriele von Amsberg (1894–1970) ⚭ Konrad von Randow (1888–1972)

            - 2. Augustus von Amsberg (1857–1859)
            - 3. Friedrich von Amsberg (1860–1934)
            - 4. Hans von Amsberg (1862–1868)
            - 5. Joachim von Amsberg (1869–1945), General der Infanterie ⚭ 1907 Irmgard Gräfin von Bothmer (1881–1949)
              - 1. Erik von Amsberg (1908–1980) ⚭ I. 27. September 1935 o¦o 1946 Gerda Elisabeth Ulex (1912), Tochter des Generalleutnants Wilhelm Ulex ⚭ II. 1960 Traute Jacobs (1930)
                - 1. (II.) Dirk von Amsberg (1961) ⚭ 1998 Michaela Schild (1962)
                  - 1. Paul von Amsberg (2002)

                - 2. Jörg Erik von Amsberg (1962) ⚭ I. 1990 o¦o 1998 Alexandra von Meding (1966) ⚭ II. 1999 Esther Uta Ingrid Heins (1968)
                  - 1. (II.) Valentina Kyra Sophie von Amsberg (2001)

              - 2. Jürgen von Amsberg (1910–1943), Major ⚭ 1936 Ruth Wendland (1912)
                - 1. Ingrid von Amsberg (1937) ⚭ 1962 Wolfram Stronk (1938–1994)
                - 2. Hartmut von Amsberg (1938) ⚭ 1964 Anne Brigitte Bosch (1940–2008)
                  - 1. Marcus von Amsberg (1966) ⚭ 1995 Nicola Elisabeth Maria Simon (1964)
                    - 1. Rebecca Barbara Brigitte von Amsberg (2001)
                    - 2. Eliana Ruth Maria von Amsberg (2004)
                    - 3. Christina Emma Theodore von Amsberg (2005)

                  - 2. Bettina von Amsberg (1968) ⚭ 1995/96 Henning Scheve (1966)

                - 3. Hildeburg von Amsberg (1940) ⚭ 1963 Detlev Zippel (1939)
                - 4. Mechthild von Amsberg (1942–1945)

              - 3. Ursula von Amsberg (1912–1997) ⚭ 1938 Werner Wendland (1910–1942)
              - 4. Friedrich-Joachim von Amsberg (1914–1964) ⚭ 1944 Erika von Schröder (1912–2000)
                - 1. Karin von Amsberg (1946) ⚭ 1970 Peter Eschenburg (1940)
                - 2. Jürgen von Amsberg (1948) I. ⚭ 1972 o¦o 1978 Christiane Kunze (1953) II. ⚭ 1980 o¦o 1989 Gerhild Buscher (1951)
                  - 1. (I.) Julia von Amsberg (1973) ⚭ 1997 Ralph Michl (1971)
                  - 2. (II.) Lisa-Marei von Amsberg (1980)

              - 5. Helmut von Amsberg (1919) ⚭ 1948 Ingrid Hüniken (1925)
                - 1. Christoph von Amsberg (1949) ⚭ 1978 Marion Bracht (1956)
                  - 1. Robert von Amsberg (1978)
                  - 2. Sarah von Amsberg (1982)
                  - 3. Philipp von Amsberg (1991)

                - 2. Henning von Amsberg (1951) ⚭ 1975 Petra Wilczek (1953), Physiotherapeutin
                  - 1. Patrick von Amsberg (1975), Bauingenieur

                - 3. Anja von Amsberg (1953) ⚭ 1976 Michael Beckmann (1947)

        - 2. Tochter von Amsberg (nach 1777 – um 1800)
        - 3. August Philipp Christian Theodor von Amsberg (1788–1871) ⚭ 1820 Marie Mahner (1801–1871)
          - 1. Marie von Amsberg (1821–1903)
          - 2. Pauline von Amsberg (1823–1824)
          - 3. Franziska von Amsberg (1828–1903) ⚭ 1845 Friedrich von der Mülbe (1810–1881)
          - 4. Felix von Amsberg (1829–1879) ⚭ I. 1869 Helene Grunelius (1843–1871) ⚭ II. 1874 Marta von Elern (1844–1913)
            - 1. (II.) Felix von Amsberg (1875–1945) ⚭ 1899 Mathilde Freiin von Reibnitz (1880–1946)
              - 1. Maritilla von Amsberg (1900–1976) ⚭ 1928 Alfred Barenberg (1894–1973)
              - 2. Joachim von Amsberg (1903–1981) I. ⚭ 1934 Ellinor Schmidt (1907–1945) II. ⚭ 1961 Martje Christine Dittmann (1907–1997)
                - 1. (I.) Hans von Amsberg (1935) ⚭ 1963 Bessie-Anne Fair (1942)
                  - 1. Elisabeth von Amsberg (1963) ⚭ 1987 Joseph Walter Modero (1959)
                  - 2. Marc von Amsberg (1965) ⚭ 1994 Beth Wickman (1966)
                    - 1. Audrey von Amsberg (1996)
                    - 2. Eric von Amsberg (1999)

                - 2. (I.) Petra von Amsberg (1944) I. ⚭ 1969 o¦o 1974 Jan de Wit (1943) II. ⚭ 1976 Frederick Grant Green (1929)

              - 3. Heinrich von Amsberg (1905–1990) ⚭ 1935 Charlotte Hillebrand (1910–2002)
                - 1. Wulf-Hinrich von Amsberg (1935) ⚭ 1962 Hildegard Ebker (1937)
                  - 1. York-Gero von Amsberg (1963), Rechtsanwalt I. ⚭ 1999 o¦o 2011 Constanze von Meding (1971). II. ⚭ 2012 Gunhild Keller (1977)
                    - 1. Rixa-Luise von Amsberg (2005)
                    - 2. Thyra-Sophie Berenike Amalia von Amsberg (2014)

                  - 2. Tilo von Amsberg (1965)

                - 2. Dietrich von Amsberg (1937–2021), Kirchenmusikdirektor ⚭ 1962 Sophie-Charlotte Gräfin von Bernstorff (1940)
                  - 1. Joachim von Amsberg (1964) I. ⚭ 1993 o¦o 2012 Anjum Khan (1965) II. ⚭ 2016 Satiriantinah Bur Rasuanto (1977)
                    - 1. Safiya von Amsberg (1996)
                    - 2. Yasmina von Amsberg (1998)
                    - 3. Zara von Amsberg (2003)

                  - 2. Franziska von Amsberg (1966) ⚭ 1991 Vincent Borderieux (1964)
                  - 3. Leonie von Amsberg (1969) ⚭ 1999 Christian Riek (1964)
                  - 4. Valentin von Amsberg (1970–2025) ⚭ 2006 Fabiana Mingrone (1974)
                    - 1. Eliano von Amsberg (2009)
                    - 2. Loreno von Amsberg (2012)
                    - 3. Dario von Amsberg (2012)

                - 3. Rüdiger von Amsberg (1939) ⚭ 1969 Gertrud Heick (1945)
                  - 1. Stephanie von Amsberg (1970) ⚭ 1999 Carl-Georg Eucken
                  - 2. Verena von Amsberg (1973) ⚭ 2002 Holger Potocki

                - 4. Hildegund von Amsberg (1941) I. ⚭ 1966 o¦o 1978 Horst Grossmann (1933) II. ⚭ 1981 Eckhart Neander (1981)
                - 5. Detlef von Amsberg (1950–1970)

              - 4. Otto von Amsberg (1907–1943), Oberstleutnant ⚭ 1934 Lilli Schliemann (1905–1998)

            - 2. (II.) Kurt von Amsberg (1877–1877)

          - 5. Anna von Amsberg (1833–1850)
          - 6. Hans von Amsberg (1836–1859)
          - 7. Klara von Amsberg (1840–1908) ⚭ 1863 Adolf Freiherr von Brandis (1828–1916)

        - 4. Karl von Amsberg (1793–1847) ⚭ 1828 Agnes Stocks (1803–1870)
          - 1. Johann von Amsberg (1828–1830)
          - 2. Julius von Amsberg (1830–1910) ⚭ 1859 Emilie Podorff (1834–1869)
            - 1. Philipp von Amsberg (1860–1872)
            - 2. Elisabeth von Amsberg (1861–1890) ⚭ 1890 Eduard Zarneckow (? -1907)

          - 3. Melanie von Amsberg (1831–1891)
          - 4. Viktor von Amsberg (1833–1834)
          - 5. Mathilde von Amsberg (1835–1845)
          - 6. Felix von Amsberg (1836–1867)
          - 7. Helene von Amsberg (1838–1838)
          - 8. Maria von Amsberg (1839–1921) ⚭ Max Mohn
          - 9. Louise von Amsberg (1840–1893) ⚭ 1875 Hermann Schencke (? -1897)